# Longue Marche 8
La Longue Marche 8 (en chinois 长征八号运载火箭, Chángzhēng bā hào yùnzài huǒjiàn, abrégé en CZ-8 pour « Chang Zheng-8 ») est un lanceur moyen de la république populaire de Chine.
Il fait partie de la nouvelle génération de fusées chinoises qui doit remplacer les lanceurs Longue Marche 2, 3 et 4 développés au début du programme spatial chinois.
La CZ-8 présente la particularité d'être partiellement réutilisable : le premier étage revient se poser à la verticale selon le scénario mis au point pour le lanceur américain Falcon 9.
Le premier vol a eu lieu le 22 décembre 2020 depuis la base de lancement de Wenchang.

## Historique
Le développement du lanceur Longue Marche 8 est évoqué par les responsables chinois pour la première fois en 2017. Ce lanceur moyen est à l'origine non réutilisable et est conçu pour lancer des charges lourdes sur une orbite héliosynchrone.
En avril 2018, un responsable officiel du constructeur, l'Académie chinoise de technologie des lanceurs annonce que le lanceur sera partiellement réutilisable pour réduire son coût et rester concurrentiel par rapport au lanceur Falcon 9 sur le marché des satellites commerciaux. Pour y parvenir, il reprend la technique utilisée par ce lanceur : le premier étage mais également les propulseurs d'appoint atterrissent en douceur à la verticale après avoir été largués.
Le 22 décembre 2020 se déroule avec succès le premier vol. Cinq satellites sont envoyés, dont XJY-7, un démonstrateur technologique de télédétection d'environ 3 tonnes.

## Caractéristiques techniques
Le lanceur comprend deux étages et deux propulseurs d'appoint à propergol solide. Tous les composants sont déjà mis en œuvre par d'autres lanceurs de la famille Longue Marche : 
- Le premier étage K3-1, d'un diamètre de 3,35 m, est celui du lanceur Longue Marche 7 avec des adaptations permettant sa réutilisation. Les deux moteurs-fusées YF-100 orientables d'une poussée unitaire de 122 tonnes (environ 1 200 kN) et brûlant un mélange semi-cryogénique de kérosène et d'oxygène liquide ont été modifiés pour pouvoir diminuer fortement la poussée afin de permettre les manœuvres lors du retour sur Terre. Des aérofreins et un train d'atterrissage ont été ajoutés à la structure.
- Les deux propulseurs d'appoint sont à propergol solide. Ils sont basés sur les étages du lanceur léger Longue Marche 11.
- Le deuxième étage H-18 d'un diamètre de 3 mètres est similaire à celui du lanceur Longue Marche 3A datant de 1994. Il est propulsé par deux moteurs-fusées YF-75 brûlant un mélange cryogénique hydrogène liquide/oxygène liquide et dont la poussée est de 7,8 tonnes.

## Performances
Le lanceur, qui est haut de 48 mètres, est capable de placer 7,6 tonnes en orbite basse, 4,5 tonnes en orbite héliosynchrone et 2,5 tonnes en orbite de transfert géostationnaire. Il est conçu pour être lancé depuis un pas de tir situé sur la base de lancement de Wenchang.

## Historique des lancements
| no | no de vol | Date                  | Version                      | Site           | Charge utile                                | Orbite                 | Résultat | Réf.  |
| -- | --------- | --------------------- | ---------------------------- | -------------- | ------------------------------------------- | ---------------------- | -------- | ----- |
| 1  | Y1        | 22 décembre 2020      | 2 propulseurs d'appoint      | Wenchang, LC-2 | 5 satellites                                | Orbite héliosynchrone  | Succès   | [ 5 ] |
| 2  | Y2        | 27 février 2022       | 0 propulseur d'appoint       | Wenchang, LC-2 | 22 satellites                               | Orbite héliosynchrone  | Succès   | [ 6 ] |
| 3  | Y3        | 20 mars 2024 00:31    | 2 propulseurs d'appoint      | Wenchang, LC-2 | Queqiao 2 Tiandu-1 (en) Tiandu-2 (en)       | Orbite sélénocentrique | Succès   | [ 7 ] |
| 4  | Y1        | 11 février 2025 09:30 | 8A - 2 propulseurs d'appoint | Wenchang, LC-2 | Huliangwang Digui × 9 (SatNet LEO Group 02) | Orbite terrestre basse | Succès   | [ 8 ] |